# Giovanni Biliverti

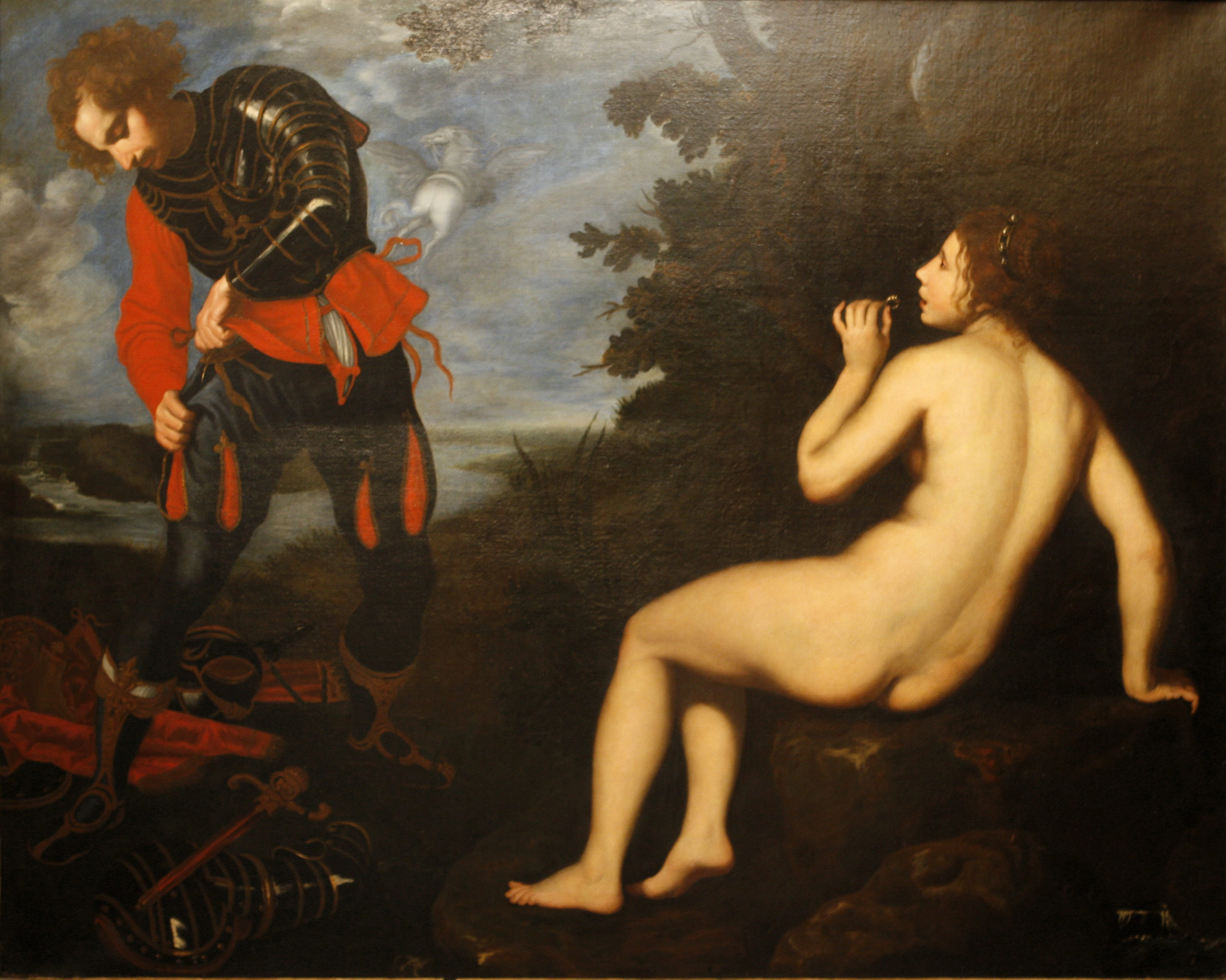
Roger y Angélica, 1625

Giovanni Biliverti (el apellido también se escribe Bilivelt y Bilivert o de otras variantes) (Florencia, 25 de agosto de 1585-Florencia, 16 de julio de 1644) fue un pintor italiano. Su obra se ubica entre el manierismo tardío y el barroco temprano. Desarrolló gran parte de su carrera en su ciudad adoptiva, Florencia, y en Roma. 

## Biografía
Su padre fue el pintor holandés Giacomo Giovanni Biliverti (nacido Jacob Janszoon Bijlevelt) (1550-1603). Este había nacido en Delft pero realizó su actividad artística en Florencia.
Giovanni comenzó su aprendizaje con Alessandro Casolani en Siena. Luego de la muerte de su padre, acaecida en 1603, trabajó en el estudio de Ludovico Cigoli, al que acompañó en Roma desde abril de 1604 hasta 1607. Allí trabajó en proyectos aprobados por el papa Clemente VIII.
En 1609, Biliverti se unió a la Academia del Diseño de Florencia, financiada por la familia Médici. Fue empleado por Cosme II desde 1611 a 1621, como artista de pietra dura.
El agradecimiento de Tobías y La Castidad de José, obras realizadas alrededor del año 1618, se encuentran en la Galería Palatina del Palazzo Pitti. Allí también se encuentran Roger y Angélica, pintada en 1625, San Sebastián, Apolo y Marsias, entre otros. En la Basílica de Santa Cruz de Florencia se puede ver su retablo Santa Elena.  Otras de sus obras son Agar en el desierto, expuesta en el Museo del Hermitage y Cristo y la Samaritana, expuesta en Viena en el Palacio Belvedere. 
En sus últimos años, Biliverti se quedó ciego.
Entre sus pupilos estuvieron Cecco Bravo, Agostino Melissi, Baccio del Bianco, Giovanni Maria Morandi y Orazio Fidani.